# Lespedézie
Lespedézie (Lespedeza) je rod rostlin z čeledi bobovité. Jsou to keře nebo vytrvalé byliny s trojčetnými listy a motýlovitými květy, rostoucí v počtu asi 60 druhů v Asii a Severní Americe. Některé druhy jsou celkem zřídka pěstovány v České republice jako okrasné a sbírkové dřeviny.

## Popis
Lespedézie jsou keře, polokeře a vytrvalé byliny s trojčetnými celokrajnými listy. Výjimečně mají listy jednolisté. Palisty jsou drobné, šídlovité nebo čárkovité, opadavé nebo vytrvalé. Květy jsou většinou purpurové, růžové, žlutavé až bílé, v úžlabních hroznech, hlávkách nebo svazečcích. Časté jsou kleistogamní květy s redukovanou korunou, které se neotevírají a dochází k nim k samoopylení. Kalich je zvonkovitý, s krátkou trubkou a 5 laloky. Pavéza je podlouhlá nebo obvejčitá, křídla jsou přímá, podlouhlá, člunek je zakřivený a tupý. Tyčinky jsou dvoubratré (9+1). Semeník obsahuje jediné vajíčko a nese zahnutou čnělku s vrcholovou bliznou. Plody jsou nepukavé, jednosemenné, vejcovité až oválné, na povrchu se síťovitou žilnatinou.

## Rozšíření
Lespedézie jsou rozšířeny v počtu asi 60 druhů od Indie po východní Asii a v Severní Americe. Byly zavlečeny také do Malajsie a severovýchodní Austrálie.

## Zástupci
- lespedézie dvoubarvá (Lespedeza bicolor)
- lespedézie hedvábitá (Lespedeza cuneata)
- lespedézie japonská (Lespedeza japonica)
- lespedézie Maximowičova (Lespedeza maximowiczii)
- lespedézie obloukovitá (Lespedeza cyrtobotrya)
- lespedézie Thunbergova (Lespedeza thunbergii)[2][3]

## Význam
Mnohé druhy, jako např. Lespedeza bicolor a L. davidii, jsou tolerantní k suchu a jsou používány ke stabilizaci dun a ochraně a zlepšování půdy v suchých oblastech Asie. Listy a mladé výhonky jsou používány jako krmivo pro dobytek a jako zelené hnojení.
Větévky Lespedeza cyrtobotrya a L. bicolor jsou v Číně používány k pletení košů. Listy Lespedeza bicolor slouží jako náhrada čaje a olej ze semen jako lubrikant. Lespedeza pilosa je využívána pro posílení žaludku a jako sedativum.
Některé druhy lespedézií jsou v České republice pěstovány jako okrasné keře ceněné zejména pro nápadné květy. Kvetou od pozdního léta do podzimu. Nejčastěji se lze setkat s lespedézií dvoubarvou (L. bicolor), řidčeji se pěstuje lespedézie Thunbergova (L. thunbergii). V botanických zahradách a arboretech se lze setkat i s některými dalšími druhy: Lespedeza buergeri, L. capitata a L. virgata.

## Pěstování
Lespedéziím se daří v lehkých sušších půdách a vyžadují teplé polohy, snášejí však i mírný zástin. Lespedeza thunbergii vymrzá v našich podmínkách v zimě až k zemi, na jaře však opět obráží. Lespedézie se množí zelenými řízky, Lespedeza bicolor také jarním výsevem semen a L. thunbergii hřížením mladých výhonů.